# Das Medium (1951)
Das Medium ist ein italienisches Filmdrama aus dem Jahr 1951 von Gian Carlo Menotti. Es basiert auf der gleichnamigen Oper Menottis.

## Handlung
Baba ist eine Betrügerin, die sich unter dem Namen Madame Flora als Hellseherin ausgibt. Unterstützt wird sie hierbei von ihrer Tochter Monica und ihrem Adoptivsohn Toby, einem taubstummen Waisenjungen. Während der von ihr abgehaltenen Séancen täuscht Madame Flora ihre Kunden, indem sie vorgibt, mit den Geistern Verstorbener zu sprechen. Ihr besonderes Opfer sind Eltern, die ihr Kind verloren haben. Während einer ihrer Séancen spürt Madame Flora plötzlich, wie sich eine kalte Hand um ihren Hals legt und sie bricht die Sitzung ab. Nachdem ihre Gäste gegangen sind, konfrontiert sie Toby, den sie hierfür verantwortlich macht. Toby erklärt seine Unschuld. Madame Flora wird nun zusehends von ihrem schlechten Gewissen geplagt, bis sie schließlich paranoid wird. War es Tony oder wird sie doch von einem Geist heimgesucht? Gleichzeitig kämpft Toby um sein Überleben, unterstützt von Monica, die sich in ihn verliebt hat. Als er sie eines Nachts besuchen will, versteckt Toby sich hinter einem Vorhang vor Madame Flora. Diese erschrickt und erschießt ihn.

## Hintergrund
Die Oper The Medium war eine Auftragskomposition Gian Carlo Menottis für den Alice M. Ditson Fund der Columbia University und wurde am 8. Mai 1946 am Brander Matthews Theater der Universität uraufgeführt. Ein Jahr später erfolgte die Premiere der Oper am Broadway. Leo Coleman (Toby) und Beverly Dame (Mrs. Gobineau) hatten beide bereits bei der Premiere der Oper auf der Bühne gestanden, Marie Powers (Madame Flora) hatte die Partie bereits in der Broadway-Produktion gesungen und sich dadurch einen Namen gemacht.
In seiner ursprünglichen Konzeption von The Medium hatte Menotti zunächst zwei große Szenen eingeplant, die letztlich keine Aufnahme in die Oper fanden, da man durch den Verzicht der benötigten Bühnenbilder Kosten sparen konnte. Zu Beginn der Filmarbeiten für Das Medium in Rom kam die Frage nach den zusätzlichen Szenen zur Sprache. Produzent Walter Lowendahl bestand auf die Integration der beiden Szenen, sodass Mrs. Nolan und die Karnevalsszenen sowie die Kerzensequenz realisiert und in den Film eingefügt wurden. Insgesamt enthält der Film deshalb etwa 30 Minuten mehr Musik als die ursprüngliche Bühnenversion.
Der Film wurde bei den Internationalen Filmfestspielen von Venedig im August 1951 uraufgeführt.
Im Film spielt das Sinfonieorchester von Rom unter der Leitung von Thomas Schippers.

## Auszeichnungen
Internationale Filmfestspiele von Cannes 1952
- Nominierung in der Kategorie Bester Film (Goldene Palme)
- Auszeichnung in der Kategorie Bester lyrischer Film

Oscarverleihung 1953
- Nominierung in der Kategorie Beste Filmmusik (Musical)

British Academy Film Awards 1954
- Nominierung in der Kategorie Bester Film
- Nominierung in der Kategorie Beste ausländische Darstellerin (Marie Powers)